# نازک‌مرغ نامولی
نازک‌مرغ نامولی (نام علمی: Apalis lynesi) نام یک گونه از سرده نازک‌مرغ است.